# Episodi di Sinbad (seconda stagione)
| nº | Titolo originale           | Titolo italiano         | Prima TV Canada   | Prima TV Italia |
| -- | -------------------------- | ----------------------- | ----------------- | --------------- |
| 1  | The Sacrifice              | Il sacrificio           | 22 settembre 1997 |                 |
| 2  | The return of the Ronin    | Il ritorno di Ronin     |                   |                 |
| 3  | Heart and Soul             | Un affare di cuore      |                   |                 |
| 4  | The Voyage to Hell         | Viaggio all'inferno     |                   |                 |
| 5  | Ali Rashid and the Thieves | La caduta di un tiranno |                   |                 |
| 6  | The Gift                   | Il dono                 |                   |                 |
| 7  | The Curse of the Gorgons   | Gli uomini di pietra    |                   | 29 aprile 1998  |
| 8  | The Beast of Basra         | Amore fraterno          |                   |                 |
| 9  | The Monster                | Lo schiavo di Kumar     |                   |                 |
| 10 | The Passengers             | In viaggio con la morte |                   |                 |
| 11 | The Invaders               |                         |                   |                 |
| 12 | The Book of Before         |                         |                   |                 |
| 13 | City under Plague          |                         |                   |                 |
| 14 | The Empress                |                         |                   |                 |
| 15 | Castle Keep                |                         |                   |                 |
| 16 | The Gryphon's Tale         |                         |                   |                 |
| 17 | The Beast of the Dark      |                         |                   |                 |
| 18 | Survival Run               |                         |                   |                 |
| 19 | The Minotaur               |                         |                   |                 |
| 20 | Stalkers                   |                         |                   |                 |
| 21 | The Guardians              |                         |                   |                 |
| 22 | Hell House                 |                         | 24 maggio 1998    |                 |